# Francisco Nitsche
Francisco José Carlos Nitsche Compán (Santiago, 20 de febrero de 1930-Santiago, 23 de octubre de 2018) fue un futbolista chileno que se desempeñó como portero.  

## Carrera
Cuando era juvenil, Nitsche formó parte del equipo del Instituto Nacional, sustituyendo a Sergio Litvak, que fue el portero del Universidad Católica que ganó el título de Liga chilena en 1954. Fichó por el equipo juvenil de la Unión Española en 1948 y fue ascendido al primer equipo en 1950. Allí permaneció allí hasta 1965. Acabó su carrera en el Audax Italiano, que jugó entre 1966 y 1968.
Jugó seis partidos con la selección chilena de 1957 a 1965. Formó parte del equipo chileno que jugó en el Campeonato Sudamericano 1956.

## Títulos
Unión Española
- Primera División: 1951[2]

Chile
- Copa del Pacífico: 1965[5]

## Palmarés

### Títulos nacionales
| Título           | Club           | País  | Año  |
| ---------------- | -------------- | ----- | ---- |
| Primera División | Unión Española | Chile | 1951 |

### Títulos con la selección
| Título            | Año  |
| ----------------- | ---- |
| Copa del Pacífico | 1956 |